# Peter Gaszynski
Peter Marek Gaszynski, född 4 april 1963 i Warsawa som Piotr Gaszynski, död 9 augusti 2017, var en svensk dokumentärfilmare och fotograf.
Tillsammans med sambon Maria Sandberg var han en av grundarna till inrednings- och designfirman House, och har bland annat designat inredning och möbler åt nattklubbarna Sturecompagniet, Aladdin, LaRoy med flera i Stockholm.
Senare var Gaszynski mestadels verksam som filmmakare och producent. Han arbetade som frilans på många av de största produktionsbolagen, Titan, Baluba, Strix, Eyeworks och SVT. Han arbetade mestadels med dokumentärfilm. En av hans mest sedda filmer är Bilar, 50-tal och rock'n'roll, som handlar om Power Big Meet, och som har visats ett flertal gånger på SVT. Gaszynski drev produktionsbolaget House Production i Stockholm.
Han är son till Renata Gaszynska och Marek Gaszynski, musiker och författare i Warszawa, Polen.

## Filmografi (urval)
- 2004 – Miss Thailand från Finspång
- 2011 – Bilar, 50-tal och rock'n'roll
- 2011 – Kalle Moraeus i Bingsjö
- 2015 – Hårda bögar